# 維吉爾鑲嵌畫
維吉爾鑲嵌畫（Virgil Mosaic）是在古代哈德魯梅遺址上發現的一幅鑲嵌畫，目前保存在突尼斯的巴爾杜國家博物館，為該博物馆的重要藏品。該幅畫是拉丁詩人维吉尔目前已知最古老的的肖像。已知另一幅描繪維吉爾的鑲嵌畫為蒙努斯鑲嵌畫 （Monnus Mosaic）。

## 歷史
這件鑲嵌畫於1896年在在苏塞的一座花園中被發現，構成了一幅更大的鑲嵌畫的標誌。

## 描述
該鑲嵌畫被包括在一個1.22米長的框架內。 

### 中心人物

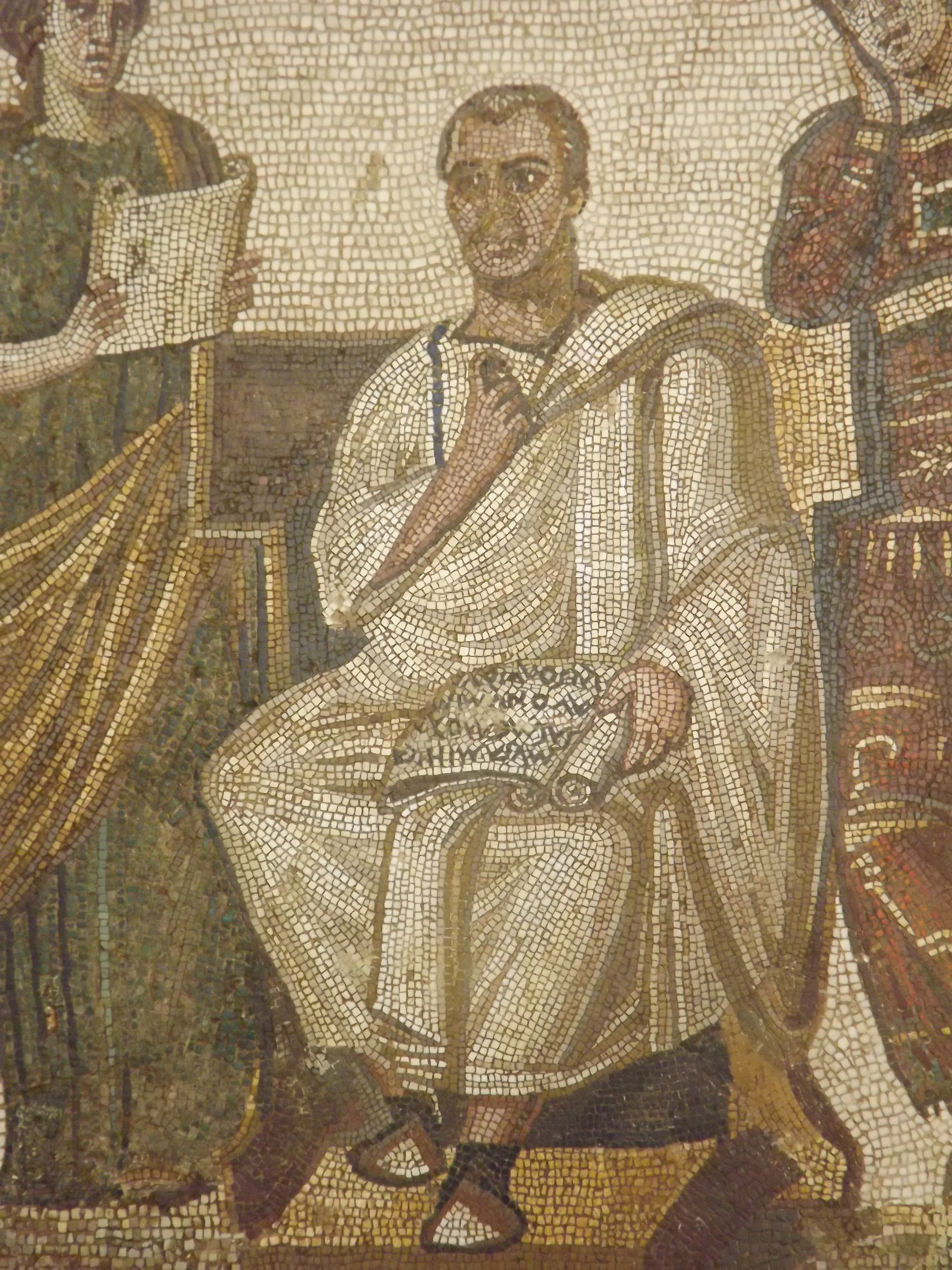
被視為維吉爾的中心人物細節

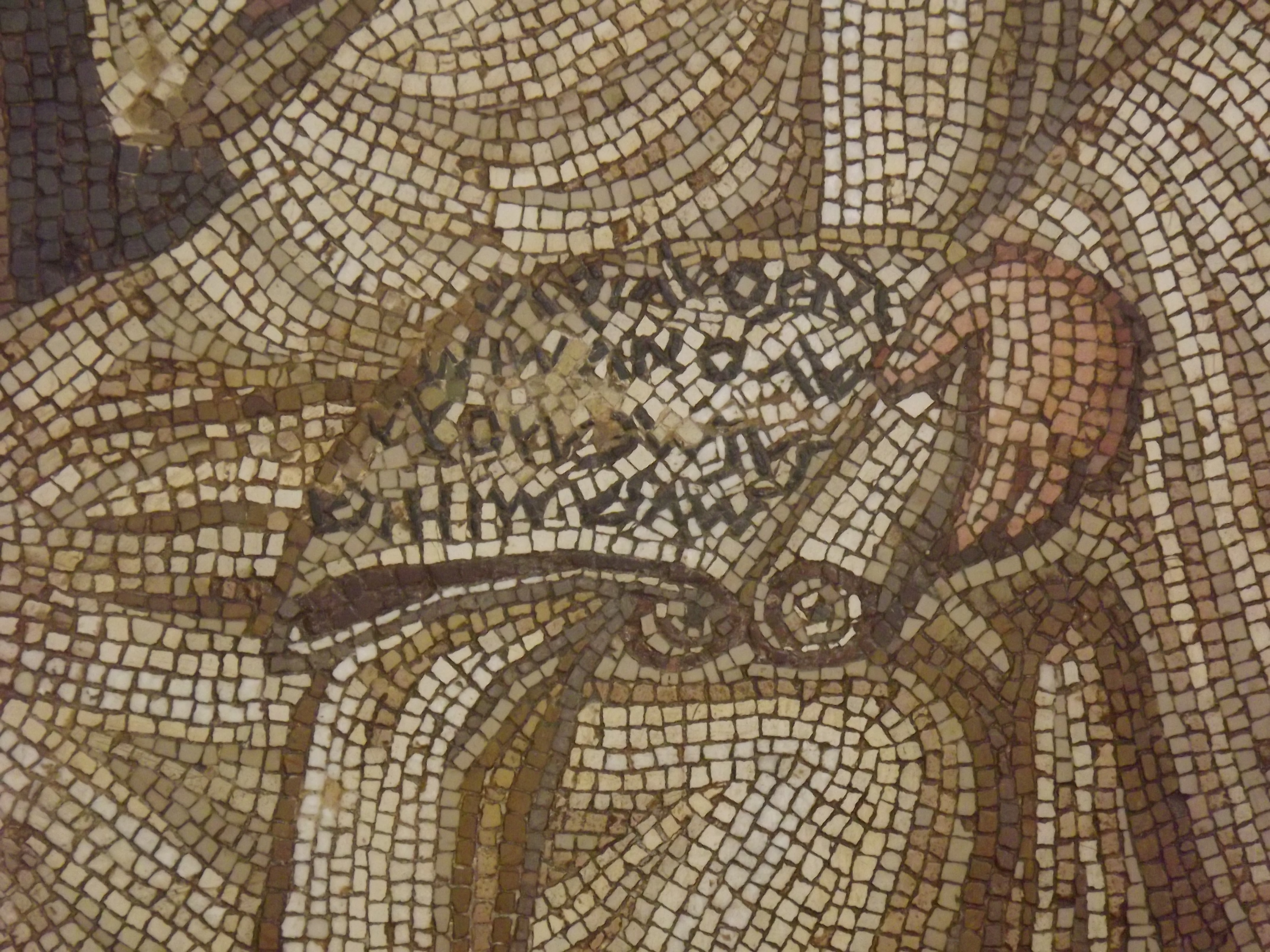
羊皮紙細節

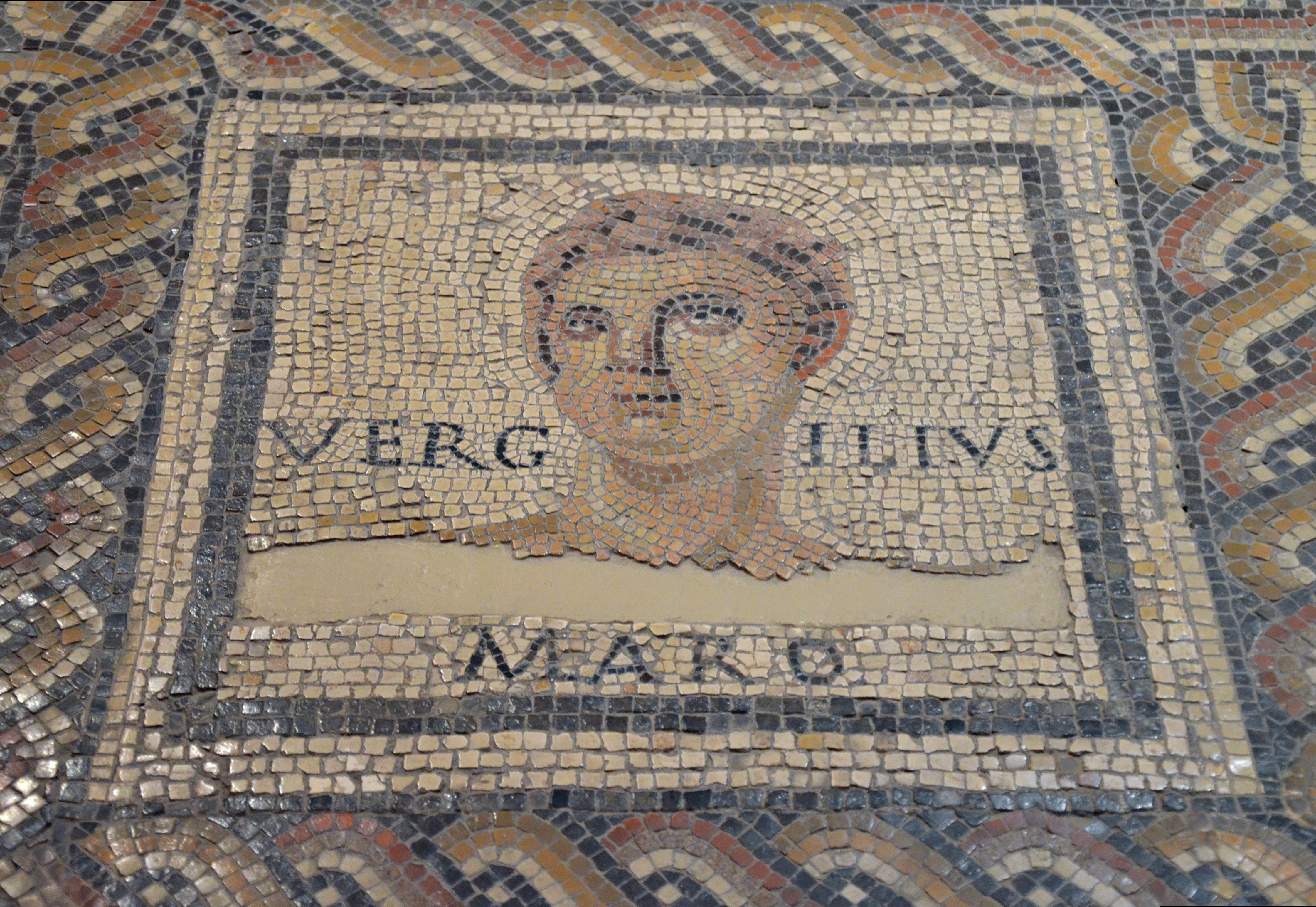
另一幅描繪維吉爾的鑲嵌畫「蒙努斯鑲嵌畫」

中心人物描繪古罗马詩人維吉爾，身穿飾有鑲邊的白色托加袍。
詩人手裡拿著一卷羊皮纸，放在膝蓋上，羊皮紙上面寫著《伊尼亞斯紀》的摘錄，更準確地說是第八節： 「Musa, mihi causas memora, quo numine laeso, quidve...」

### 缪斯女神
維吉爾被缪斯女神克利俄和墨爾波墨涅所圍繞，掌管歷史的繆斯女神克利俄位於詩人的左側顯示正在閱讀，而掌管悲劇的繆斯墨爾波墨涅則持著悲劇面具。

## 解釋
該作品是迄今為止已知對於詩人的最古老描繪。 據突尼斯藝術史學家穆罕默德·雅庫布（Mohamed Yacoub）的說法，這表示了這棟房屋的屋主對詩人充滿熱情。 所鋪材料的年代大約可追溯至1世紀到4世紀不等，但由於其被發現的考古學脈絡，不會超過3世紀。

## 外部連結
- Paul Gauckler, « Mosaïques découvertes à Sousse », CRAI, vol. 40, n°6, 1896, pp. 578–582 （页面存档备份，存于）
- Jean Martin, « Le portrait de Virgile et les sept premiers vers de l'Enéide (pl. （页面存档备份，存于） XIII-XIX) », Mélanges d'archéologie et d'histoire, vol. 32, n°32, 1912, pp. 385–395 （页面存档备份，存于）
- Gérard Minaud, « Des doigts pour le dire. （页面存档备份，存于） Le comput digital et ses symboles dans l'iconographie romaine », Histoire de la mesure, vol. XXI, n°1, 2006 （页面存档备份，存于）
- M. Nowicka et Z. Kiss, « Autour du portrait de Virgile à Sousse », Studia i Prace, vol. 15, 1990, pp. 303–307 （页面存档备份，存于）